# 埃斯帕尼亚克
埃斯帕尼亚克（法語：Espagnac，法語發音：[ɛspaɲak]）是法国科雷兹省的一个市镇，位于该省中部偏南，属于蒂勒区。

## 地理
埃斯帕尼亚克（45°13'48"N, 1°53'48"E）面积23.63 平方千米，位于法国新阿基坦大区科雷兹省，该省份为法国中南部省份，北起上维埃纳省和克勒兹省，西接多爾多涅省，南至洛特省，东临多姆山省和康塔爾省。
与埃斯帕尼亚克接壤的市镇（或旧市镇、城区）包括：克莱古、居蒙、龙代勒河畔拉迪尼亚克、庞德里涅、圣马夏尔德日梅勒、圣帕尔杜-拉克鲁瓦西耶、圣保罗、拉盖讷叙拉瓦卢兹。

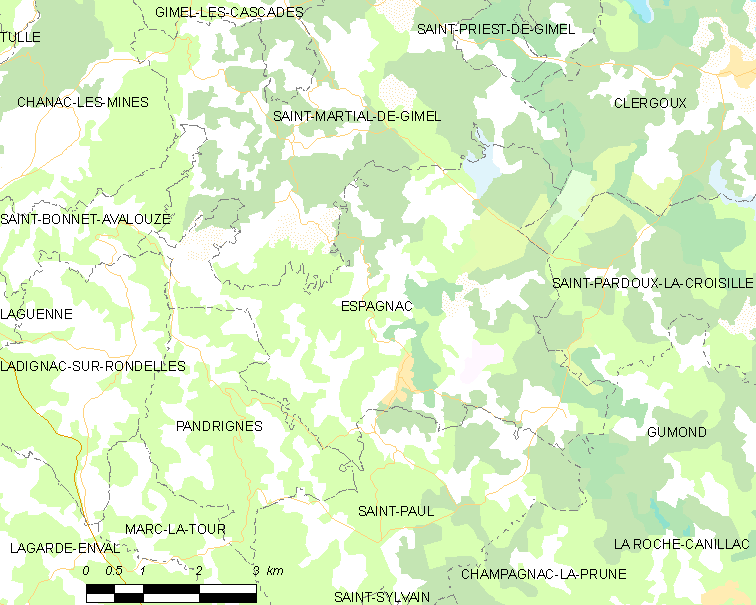
埃斯帕尼亚克的OSM定位图

埃斯帕尼亚克的时区为UTC+01:00、UTC+02:00（夏令时）。

## 行政
埃斯帕尼亚克的邮政编码为19150，INSEE市镇编码为19075。

## 政治
埃斯帕尼亚克所属的省级选区为圣福蒂纳德县。

## 人口

1962-2008年间埃斯帕尼亚克人口变化图示

埃斯帕尼亚克于2022年1月1日时的人口数量为381人。